# Lockheed WP-3D Orion

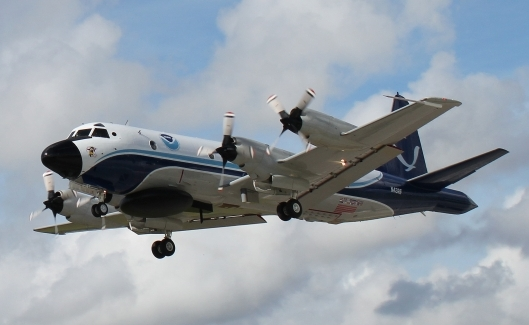
Lockheed WP-3D Orion mit dem neueren NOAA-Farbschema

Die Lockheed WP-3D Orion ist eine stark modifizierte Lockheed P-3, die von der Aircraft Operations Center-Abteilung der National Oceanic and Atmospheric Administration (NOAA; Nationale Ozean- und Atmosphärenbehörde) verwendet wird.
Es gibt nur zwei dieser Flugzeuge, die beide über zahlreiche Funktionen zum Sammeln von Wetterinformationen verfügen.

## Geschichte
Es gibt zwei WP-3Ds mit den Spitznamen „Kermit“ (N42RF) und „Miss Piggy“ (N43RF). Ihre Logos zeigen die von Jim Henson Productions erstellten Charaktere.
Nach dem Erstflug 1975 wurden die Maschinen im August 1976 in Dienst gestellt.
Als weiteres Hurrikan-Jägerflugzeug betreibt die NOAA eine Gulfstream IV-SP, die den Namen „Gonzo“ trägt.
Diese Maschinen ergänzen die Flotte von Lockheed WC-130-Flugzeugen, die von der United States Air Force 53rd Weather Reconnaissance Squadron betrieben werden. Bis 2014 waren die beiden Orions jeweils mehr als 10.000 Stunden betrieben worden und in mehr als 80 Hurrikane geflogen.
Zwischen 2015 und 2017 wurden die beiden Flugzeuge umfassend überholt, was insgesamt 35 Millionen US-Dollar kostete. Diese Arbeit wurde vom Fleet Readiness Center Southeast der United States Navy in Jacksonville Florida durchgeführt. Die Arbeiten umfassten neue Tragflächen und Motoren sowie verbesserte Radargeräte und Avionik. NOAA geht davon aus, dass diese Änderungen es dem Flugzeug ermöglichen werden, bis zwischen 2032 und 2037 zu fliegen.
Im September 2023 durchflog „Kermit“ den 127. Hurrikan.
Die WP-3D des Air Operations Center sind auf dem Lakeland-Linder International Airport stationiert. Das dort beheimatete NOAA Office of Air & Marine Operations betreibt außer der oben erwähnten Gulfstream IV-SP zwei Beechcraft King Air B300C und vier DHC-6-300. Vor dem Umzug nach Lakeland war das AOC bis Juni 2017 auf der MacDill Air Force Base in Tampa stationiert.

## Konstruktion

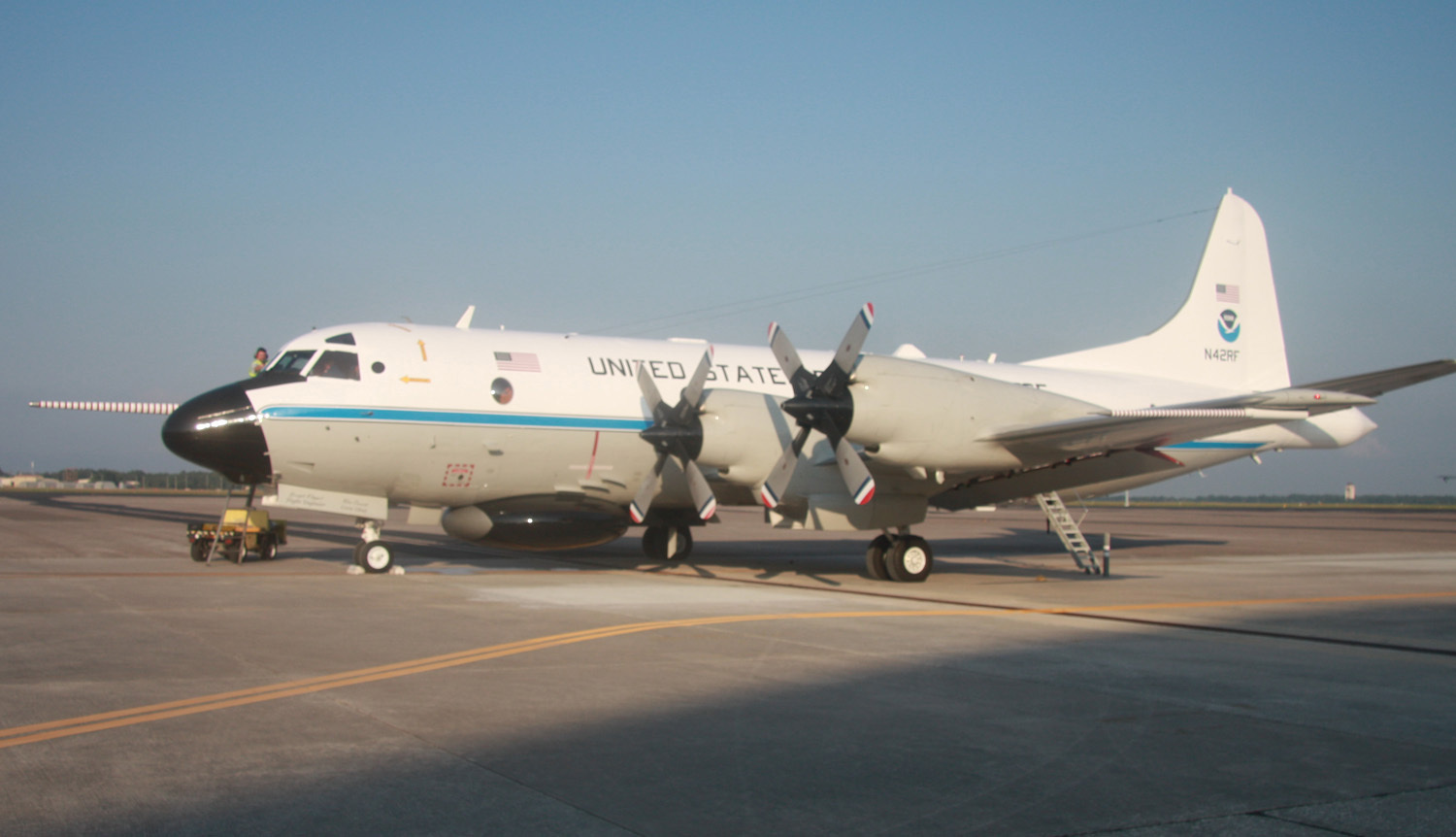
Lockheed WP-3D Orion „Kermit“ mit sichtbarer Nasensonde

Während die Flugzeuge nicht speziell für den Einsatz in Hurrikanen verstärkt sind, wurden ihre Decks angepasst, um die Last durch die zusätzliche Ausrüstung tragen zu können.
Die WP-3Ds sind mit drei Wetterradaren, je einem C-Band-Radar in der Nase und am unteren Rumpf sowie einem X-Band-Radar im Heck des Flugzeugs ausgestattet. Sie können Fallsonden in Sturmsystemen einsetzen und verfügen über integrierte Temperatursensoren und andere meteorologische Geräte.
Aus der Vorderseite des Flugzeugs ragt ein Probenehmer heraus (Barber-Pole genannt nach seinen rot-weißen Streifen). Andere ungewöhnlich aussehende Instrumente hängen unter den Flügeln.

## Nutzung
Während der Atlantischen Hurrikansaison, die vom 1. Juni bis 30. November dauert, werden die WP-3Ds als Hurrikanjäger eingesetzt. Die Flugzeuge unterstützen auch die Forschung zu anderen Themen, wie z. B. der Eisbedeckung der Arktis, Studien zur Luftchemie sowie der Analyse der Meereswassertemperatur und -strömung.

## Geplantes Nachfolgemodell
Am 27. September 2024 teilte die NOAA mit, dass sie einen Vertrag mit Lockheed Martin Aeronautics abgeschlossen hat. Er umfasst die Lieferung von zwei spezialisierten C-130J Herkules Flugzeugen, die die nächste Generation der Hurrikan Hunter werden sollen. Die beiden Flugzeuge sollen 2030 in Dienst gestellt werden.

## Technische Daten
Quelle:
| Kenngröße            | Daten |
| -------------------- | --- |
| Besatzung            | Bis zu 22 (2 Piloten, Flugingenieur, Navigator, Flugleiter, 2–3 Techniker/Elektronikspezialisten, Funk/Avionik-Spezialist, bis zu 12 Wissenschaftler) |
| Länge                | 35,61 m |
| Spannweite           | 30,38 m |
| Höhe                 | 11,44 m |
| Flügelfläche         | 120,77 m² |
| Flügelstreckung      | 7,5 |
| Leermasse            | 33.100 kg |
| max. Startmasse      | 61.200 kg |
| Reisegeschwindigkeit | 250 kts |
| Reichweite           | 7.000 km |
| Triebwerke           | 4 Allison T56-14 Turboprop-Triebwerke je 3.400 kW |